# Espino (Las Marías)
Espino es un barrio del municipio de Las Marías, Puerto Rico. Según el censo de 2020, tiene una población de 180 habitantes.

## Geografía
El barrio está ubicado en las coordenadas 18°14′54″N 66°54′56″O / 18.24833, -66.91556. Según la Oficina del Censo de los Estados Unidos, tiene una superficie total de 4.21 km², de la cual 4.14 km² corresponden a tierra firme y 0.06 km² están cubiertos de agua.

## Demografía
Según el censo de 2020, hay 180 personas residiendo en el barrio. La densidad de población es de 43.5 hab./km². El 21.67% de los habitantes son blancos, el 5.00% son afroamericanos, el 2.22% son amerindios, el 2.78% son de otras razas y el 68.33% son de una mezcla de razas. Del total de la población, el 98.89% son hispanos o latinos de cualquier raza.